# Szabó Ottó (labdarúgó, 1981)
Szabó Ottó (Příbram, 1981. március 1.) magyar nemzetiségű, szlovákiai labdarúgó, a Győri ETO FC és az FK DAC 1904 Dunajská Streda egykori játékosa.

## Mérkőzései a szlovák válogatottban
| #  | Dátum              | Ellenfél     | Eredmény | Kiírás              | Esemény |
| -- | ------------------ | ------------ | -------- | ------------------- | ------- |
| 1. | 2007. október 13.  | San Marino   | 7 – 0    | Eb-selejtező        |         |
| 2. | 2007. október 16.  | Horvátország | 0 – 3    | barátságos mérkőzés | 84'     |
| 3. | 2007. november 21. | San Marino   | 5 – 0    | Eb-selejtező        | 46'     |